# Dance of the Living Image
Dance of the Living Image (The Lost Reel Collection #4) ist ein Jazzalbum von Sun Ra. Die im Dezember 1974 entstandenen Aufnahmen erschienen am 11. Dezember 2007 auf dem Label Transparency. Es ist der vierte Doppel-CD-Band des Labels mit verschollenen Reel-to-Reel-Probensessions aus dem Nachlass von Sun Ra.

## Hintergrund
Die Aufnahmen entstanden 1974. Das Material auf der Disc 1 wurde live im Dezember 1974 in der Gegend von San Francisco aufgenommen; Disc 2 ist eine Probeaufnahme aus diesem Jahr, möglicherweise auch in San Francisco oder vielleicht im Haus von Sun Ra in Philadelphia entstanden. Hartmut Geerken und Chris Trent gehen davon aus, dass das gesamte Material im Dezember 1974 im Raum San Francisco aufgenommen wurde. Als die Bandquelle für diese Doppel-CD entdeckt wurde, steckte sie in einem Karton von der Aufnahme eines Auftritts in Mexiko-Stadt am 26. Januar 1974, die vermutlich verschollen ist.
Die erste CD enthält unter anderem einen Track, in dem Sun Ra am elektrischen Rock-si-chord „Dance of the Living Image“ probt; das Stück erschien auf dem Album The Night of the Purple Moon. Dabei legt er modal wiederholte Themen aus, stoppt, beginnt erneut und dehnt sie aus, wenn er das richtige Gefühl dafür bekommen hat. Es gibt des Weiteren einen Gesangsbeitrag von Sun Ra auf „Sometimes I’m Happy“. Es folgt eine rohe frühe Version dessen, was eine Erkennungsmelodie namens „Astro Nation“ werden würde, schrieb Sean Westergaard. In unbetitelten experimentell angelegten Stücken werden Melodien nebeneinander gestellt; zitiert werden Milt Jacksons „Bags’ Groove“ und Wayne Shorters „Footprints“.
Auf der zweiten CD ist ein über 30-minütiges, albernes und sich wiederholendes Workout des Lieds „Hard Hearted Hannah“ von 1924 enthalten, das durch einen wahnsinnig hartnäckigen R&B-Saxophon-Groove sowie wiederholte Refrain-Gesangspassagen gekennzeichnet ist. Es folgt eine süßliche Version von Duke Ellingtons „Sophisticated Lady“, die möglicherweise die erste aufgezeichnete Interpretation von Sun Ra ist, der später häufig diese Ellington-Melodie bei seinen Konzerten verwendete, und „Watusi“, ein vom Album The Nubians of Plutonia bekanntes, von Flöten und Bläsergruppen getriebenes 6/8-taktiges „Dschungelthema“ Sun Ras, aber mit aktualisierten Änderungen.

## Titelliste
- Sun Ra: Dance of the Living Image (The Lost Reel Collection #4) (Transparence 304)[3]

CD 1
1. Dance of the Living Image; 0:50
2. Untitled; 6:17
3. Sometimes I’m Happy (Irving Caesar, Clifford Grey, Vincent Youmans); 5:24
4. Astro Nation; 3:43
5. Untitled 2; 7:13
6. Untitled 3; 17:06

CD 2
1. A Hard Hearted Hannah (instrumental) (Milton Ager, Jack Yellen); 21:47
2. A Hard Hearted Hannah (vocal); 8:50
3. Passin’ Gas; 0:55
4. Sophisticated Lady (Ellington); 14:24
5. (Slow) Watusi; 4:59

Wenn nicht anders vermerkt, stammen die Kompositionen von Sun Ra.

## Rezeption
Michael G. Nastos verlieh dem Album in Allmusic vier Sterne und schrieb, das Dokument enthülle die inneren Abläufe und die unpolierte, rohe Dynamik einer Band, die mit Material spiele, das ihnen in den 1970er-Jahren ein Publikum einbrachte, das für Jazz, Progressive Rock oder die damals aufkommende Jazz-Rock-Fusion-Bewegung offen war. Man höre hier Sun Ras Musik, die all diese Elemente für die zukünftige Verwendung auf größeren Bühnen für ein breites Publikum enthalte, [dennoch] nicht an strenge Konventionen gebunden war und hungrig nach der Kombination neuer und alter Musik war, und das habe Sun Ra am besten gemacht. Obwohl in den meisten Fällen zerfasert, unvollendet und nach Belieben gestoppt, könne man Musik erleben, wie sie durch Sun Ras verbale Vorschläge und demokratische Gruppenstrukturen entstehe. Es fange auch die gute Stimmung ein, die die Band beim Experimentieren hatte. Das Album sei interessant für jeden Fan, der vielleicht fasziniert davon sei, wie die Gruppe zusammenkam und Musik von Grund auf neu machte.
Die Angaben zum jeweiligen Personal des Arkestra sind nach Ansicht von Nastos lückenhaft, aber die Hauptstützen der Band, Marshall Allen, John Gilmore, Danny Thompson, Eloe Omoe, Clifford Jarvis und der Vibraphonist Damon Choice spielten sicherlich auf dem Album.